# Николай Хаников
Николай Владимирович Ханѝков (на руски: Николай Владимирович Ханыков) е руски географ, историк, учен-ориенталист, дипломат. Член-кореспондент на Санктпетербургската академия на науките (1852).

## Произход и младежки години (1819 – 1840)
Роден е на 24 октомври 1819 г. в Калужка област, Руска империя. Възпитаник е на Царскоселския лицей, който завършва през 1836 г. Самостоятелно изучава източни езици и е изпратен в разпореждане на оренбургския генерал-губернатор. През 1839 г. участва като преводач в неудачния за Русия Хивински военен поход.

## Научна и дипломатическа дейност (1840 – 1858)
В края на 40-те години на XIX век е на дипломатическа работа в Кавказ. Там усърдно започва да се занимава с изследване на района.
През 1841 г. е командирован в посолството в Бухара и резултат от този престой е книгата „Описание Бухарского ханства“ (Санкт Петербург, 1843), която е преведена на английски, немски и френски език.
Когато през март 1851 г. в Тифлис (сега Тбилиси) е открит отдел на Руското географско дружество, той е избран за заместник-председател. Изпраща своите статии в Петербург в археологически и географски дружества, а също и в Академията на науките. Най-ценният му труд от тези години е „О перемежающихся изменениях уровня Каспийского моря“ (Записки Кавказского Отделения Императорского Русского Географического Общества, книга ІІ), в който се откриват обширните знания на автора за източната литература, за физиката и геологията.
През 1853 г. е назначен на длъжността генерален консул на Русия в Тебриз, Иран, и я заема да септември 1857 г. Там продължава своите изследвания и построява метеорологична станция в двора на консулството.

## Експедиционна дейност (1859 – 1860)
През 1859 г. е назначен за началник на руската експедиция в Иран и Афганистан, като в нейния състав влизат още трима учени – ботаникът Александър Александрович Бунге и военните топографи – Жаринов и Петров. През август 1859 г. от Горганския залив на Каспийско море експедицията се отправя на изток, преминава през Мешхед, изследва източната част на Туркмено-Хорасанските планини и в средата на септември достига до Герат, където зимува.
На 11 февруари 1860 г. тръгва на юг, изследва езерото Хамун и делтата на река Харутруд, завива на запад, изследва и картира около 100 км от източните склонове на планината Кайен и в началото на април навлиза в пустинята Деще Лут. Пресича пустинята, изследва долното течение на река Руде-Шур и солончаковата падина Немекзар (58º и.д.), преодолява меридионалния хребет Кухбенан и в средата на април пристига в Керман (30°20′ с. ш. 57°15′ и. д. / 30.333333° с. ш. 57.25° и. д.). В началото на май се отправя на северозапад, проследява и картира над 300 км от хребета Кухруд, преминава през Исфахан и в началото на юни пристига в Техеран.
До неговата експедиция географите нямат точна представа за орографията на централната част на Иранската планинска земя. Топографската снимка, извършена от двамата топографи, базираща се на над 100 астрономически определени пункта, му позволяват да внесе значителни поправки в съществуващите дотогава карти на региона. В Източен Иран Хаников определя две крупни депресии, заети от пустините Деще Кевир, Деще Лут и Систан, и по-малка на запад и югозапад от Герат. Той сравнително точно установява средната им височина по данни от собствените си 250 барометрични измервания.

## Следващи години (1860 – 1878)
В края на 1860 г. заминава за Париж на дипломатическа служба, където обработва и издава събраните по време на експедицията материали и остава там на работа до 1866 г. В Париж издава труда си в два тома „Mémoire sur la partie méridionale de l'Asie centrale“ (1861) и „Mémoire sur l'ethnographie de la Perse“ (1866).
През 1866 г., поради съкращаването на щатовете в посолството е уволнен и пенсиониран, но остава в Париж до 1869 г. В годината, когато е пенсиониран, Санктпетербургският университет му присъжда докторска степен хонорис кауза по история на Изтока.
Умира на 15 ноември 1878 г. в район Рамбуйе, Париж, на 59-годишна възраст.